# Iris Brunilda Martes
Iris Brunilda Martes es una deportista puertorriqueña que compitió en taekwondo. Ganó una medalla de bronce en el Campeonato Panamericano de Taekwondo de 1992, en la categoría de –55 kg.

## Palmarés internacional
| Campeonato Panamericano | Campeonato Panamericano           | Campeonato Panamericano | Campeonato Panamericano |
| Año                     | Lugar                             | Medalla                 | Categoría               |
| ----------------------- | --------------------------------- | ----------------------- | ----------------------- |
| 1992                    | Colorado Springs (Estados Unidos) | Medalla de bronce       | –55 kg                  |